# Going to Hell
Going to Hell — второй студийный альбом американской альтернативной рок-группы The Pretty Reckless, вышедший 18 марта 2014 года.

## Предыстория
30 мая 2013 года The Pretty Reckless выпустили тизер-трейлер к их второму студийному альбому Going to Hell, сказав, что он будет выпущен ближе к концу года. 17 июня того же года, через канал группы на YouTube, был выпущен новый трек под названием «Follow Me Down». 1 июля Тейлор Момсен выпустила двухминутный отрывок песни «Burn», которая также будет в треклисте нового альбома.
Премьера заглавного трека под названием «Going to Hell» состоялась 19 сентября 2013 года эксклюзивно на REVOLVERMAG.com. В этот же день The Pretty Reckless, заявили, что перешли на новый лейбл, «Razor & Tie».
20 сентября группа начала тур «Going to Hell Tour» в поддержку альбома, в котором на разогреве приняли участие такие группы, как Heaven's Basement и Louna. Музыкальное видео к синглу «Going to Hell» было выпущено 16 октября на канале Vevo. 19 ноября состоялся американский релиз песни «Heaven Knows». Треклист, обложки CD-диска и винила и дата выхода были официально анонсированы 21 января 2014 года. Также стали доступны для предзаказа лимитированные версии альбома. Они выполнены в нескольких вариациях и с довольно заметно варьирующейся ценой.
Предзаказ альбома на российском iTunes был доступен с 27 января.

## Список композиций
| №   | Название                                 | Длительность |
| --- | ---------------------------------------- | ------------ |
| 1.  | «Follow Me Down»                         | 4:40         |
| 2.  | «Going to Hell»                          | 4:38         |
| 3.  | «Heaven Knows»                           | 3:44         |
| 4.  | «House on a Hill»                        | 4:44         |
| 5.  | «Sweet Things»                           | 5:04         |
| 6.  | «Dear Sister»                            | 0:56         |
| 7.  | «Absolution»                             | 4:34         |
| 8.  | «Blame Me»                               | 4:27         |
| 9.  | «Burn»                                   | 1:48         |
| 10. | «Why'd You Bring a Shotgun to the Party» | 3:20         |
| 11. | «Fucked Up World»                        | 4:16         |
| 12. | «Waiting for a Friend»                   | 3:12         |

| №   | Название                           | Длительность |
| --- | ---------------------------------- | ------------ |
| 13. | «Going to Hell» (Acoustic version) | 2:35         |
| 14. | «Sweet Things» (Acoustic version)  | 4:14         |

| №   | Название                           | Длительность |
| --- | ---------------------------------- | ------------ |
| 13. | «Going to Hell» (Acoustic version) | 2:35         |
| 14. | «Sweet Things» (Acoustic version)  | 4:14         |
| 15. | «Only You»                         | 3:38         |

| №   | Название                           | Длительность |
| --- | ---------------------------------- | ------------ |
| 13. | «Kill Me»                          | 3:47         |
| 14. | «Going to Hell» (Acoustic version) | 2:35         |
| 15. | «Sweet Things» (Acoustic version)  | 4:14         |